# Blond (1969–1970)
Blond var en svensk musikgrupp på 1960-talet som uppstod ur Tages. Gruppen bestod initialt av Göran Lagerberg (sång/bas), Anders Töpel (gitarr/sång), Danne Larsson (gitarr/sång) och Lasse Svensson (trummor). Anders "Henkan" Henriksson var som vanligt inblandad som låtskrivare och producent.
Tommy Blom lämnade Tages hösten 1968. Våren 1969 gjorde de kvarvarande medlemmarna ett sista försök att slå igenom utanför Sverige när inspelningen av albumet Lilac Years gjordes i England.  När albumet släpptes hade gruppen bytt namn till det mer internationellt gångbara Blond.
Strax efteråt lämnade de före detta Tages-medlemmarna Töpel och Larsson gruppen; de ersattes av Anders Nordh (gitarr), Mats Landahl (elorgel/sång) och Björn Linder (gitarr). I USA marknadsfördes Blond bland annat som popgruppen "from the people who gave us free love, meatballs, and Bergman films". Den internationella lanseringen blev dessvärre ingen framgång, och sommaren 1970 upplöstes gruppen.